# 王珪 (南漢)
王珪，五代十国南汉官员。
王珪在南汉后主劉鋹大宝末年担任諫議大夫。性情方直，对宦官用事，非常厌恶。宋朝潘美来攻，后主派他去通好，用敌国礼。然后，后主又派萧漼请降。潘美留下萧漼，放王珪回到广州。南汉國亡後，宋太祖遣使問宦官李托、龚澄枢等率衆拒戰和縱火焚府庫事，李託等人默然不言，王珪数落他们说：“昔日在廣州，機務都是你等專权，火又从内宫而起，现在天子遣使察問，你们又想推過何人？”于是向他们吐唾沫、打他们的脸。